# ABS-1A
O ABS-1A (também chamado de Koreasat 2 e Mugungwha 2) é um satélite de comunicação geoestacionário construído pela Lockheed Martin. Ele está localizado na posição orbital de 67 graus de longitude leste, mas, atualmente encontra-se desativado em uma órbita inclinada e é operado pela Asia Broadcast Satellite (ABS). O satélite foi baseado na plataforma AS-3000 e sua vida útil estimada era de 10 anos.

## História
O Koreasat 2, também conhecido como Mugunghwa 2, foi um satélite de comunicações sul-coreana lançado pela foguete Delta-7925. Ele foi baseado no modelo Lockheed AS-3000 e levou 15 transponders em banda Ku para fornecer cobertura de TV para a Coreia do Sul e outros países asiáticos.
Em julho de 2009 o Koreasat 2 foi vendido para a Asia Broadcast Satellite e renomeado para ABS-1A.

## Lançamento
O satélite foi lançado com sucesso ao espaço no dia 14 de janeiro de 1996, abordo de um foguete Delta II a partir do Cabo Canaveral, na Flórida, EUA. Ele tinha uma massa de lançamento de 1464 kg.

## Capacidade
O ABS-1A é equipado com 15 transponders em banda Ku.